# Помпецкий, Бруно
Бруно Помпецкий (нем. Bruno Pompecki; 7 апреля 1880, Швец, провинция Западная Пруссия, Германская империя, ныне Свеце, Польша — 4 апреля 1922, Олива, Вольный город Данциг, ныне Гданьск) — немецкий поэт и историк литературы.
Изучал литературу в университетах Марбурга, Бреслау и Кёнигсберга. Затем работал учителем в Нойштадте, Грауденце и Оливе.
Дебютировал в печати книгой «Гейне и Гейбель, два немецких поэта» (нем. Heine und Geibel, zwei deutsche Lyriker; 1901). Важнейшим трудом Помпецкого стал энциклопедический словарь «Литературная история провинции Западная Пруссия» (нем. Literaturgeschichte der provinz Westpreussen; 1915) — «ценное собрание фактов и интерпретаций», основанное, однако, на явном предубеждении в пользу немецких авторов и против польских.
Собственные сочинения Помпецкого, начиная с первого сборника стихов «Вайксель шумит: Песни одного западного пруссака» (нем. Weichselrauschen: Lieder eines Westpreußen; 1905), незрелого, несмотря на формальное разнообразие, замешаны на местном патриотизме. За первой книгой последовали «Тихая дорога» (нем. Der stille Weg; 1911), «Умолкнувшие дни» (нем. Verklungene Tage; 1913) и «Священные часы» (нем. Heilige Stunden; 1915).